# نادي برشلونة للسيدات
نادي برشلونة لكرة القدم للسيدات، فريق كرة قدم للسيدات يتبع لنادي برشلونة الإسباني. تأسس النادي في عام 1980، ويعتبر النادي عضو مؤسس للدوري الإسباني للسيدات الذي تأسس عام 1988.
أهم إنجازات النادي المحلية هو امتلاكه لرقم قياسي في الفوز بلقب الدوري الاسباني وكأس إسبانيا؛ حيث فاز بلقب الدوري الاسباني في تسع مناسبات (2011-2012 ,2012-2013, 2013-2014, 2014-2015, 2019-2020, 2020-2021, 2021-2022, 2022-2023, 2023-2024) وحلّ وصيفا في خمس مناسبات (1991-1992, 2015-2016, 2016-2017, 2017-2018, 2018-2019).
كما وفاز بلقب كأس إسبانيا في عشر مناسبات (1994-1995, 2011-2012, 2013-2014, 2014-2015, 2017-2018, 2018-2019, 2019–2020, 2020–2021, 2021–2022, 2023–2024) وحل وصيفاً في مناسبتين (1991-1992, 2016-2017).
وبلقب كأس السوبر الإسباني في أربع مناسبات (2019-2020, 2021-2022, 2022-2023, 2023-2024).
أما أوروبياً فقد استطاع الفوز بلقب دوري أبطال أوروبا للسيدات في ثلاث مناسبات (2020–2021, 2022-2023, 2023-2024) وحلّ وصيفاً في مناسبتين (2018-2019, 2021-2022).
حصل نادي برشلونة للسيدات على السداسية التاريخية موسم 2020-2021
أما ملعب النادي فهو ملعب يوهان كرويف والذي افتتح في عام 2019 ويتسع لـ6000 متفرج.9

## التاريخ
تأسس النادي في عام 1980
بدأ مسيرتة في الدوري الإسباني عام 1988
السداسية التاريخية للنادي عام 2020
136 هدف في 23 مباراة عام 2021

## قائمة اللاعبين
{{1-ساندرا بانوس - حارسة مرمى رقم 1
2-كاتا كولا - حارسة مرمى رقم 13
3-جيما فونت - حارسة مرمى رقم 24
4-إيرين باريديس - دفاع رقم 2
5-جانا فرنانديز - دفاع رقم 3
6-ماريا بيلار ليون - دفاع رقم 4
7-مارتا توريخون - دفاع رقم 8
8-آنا ماريا كرنوغوريفيتش - دفاع رقم 18
9-لايا كودينا - دفاع
10-لوسي برونز - دفاع
11-نوريا روبانو دفاع
12-يما راميريز - دفاع
13-أليكسا بوتياس - وسط رقم 11
14-باتريشا غويغارو - وسط رقم 12
15-ايتانا بونماتي - وسط رقم 14
16-إنغريد سيرستاد إنجن - وسط رقم 23}}

## الإنجازات
محلياً
- الدوري الإسباني لكرة القدم للسيدات
  - البطل: (7) 2011–12, 2012–13, 2013–14, 2014–15, 2019–20, 2020–21

24-2023
- كأس إسبانيا للسيدات
  - البطل: (7) 1994, 2011, 2013, 2014, 2017, 2018, 2020, 2021
- كأس السوبر الإسباني للسيدات
  - البطل: (2) 2019-20 , 2021-22
- كأس كاتالونيا للسيدات
  - البطل: (10) 2009, 2010, 2011, 2012, 2014, 2015, 2016, 2017, 2018, 2019

قارياً
- دوري أبطال أوروبا للسيدات
  - البطل: (1) 2020–21

## الأرقام القياسية
حقق نادي برشلونة النسائي لكرة القدم في الدوري الأسباني لعام 2021\2022 ارقام قياسية
خاض فريق سيدات برشلونة 24 مباراة ولم يخسر في أي مباراة دون أي تعادل خلال ال 24 مباراة وفاز في كل لقاءاته كما أحرز سيدات برشلونة 136 هدفًا في 24 مباراة لم يهز شباك الفريق سوي 6 أهداف فقط في 24 مباراة.